# Gerard Johnson (escultor)
Gerard Johnson (em holandês: Gheerart Janssen; 1612-1623) foi um escultor que trabalhou na Inglaterra Jacobina, e que se acredita ser o criador do Monumento funerário de William Shakespeare. Em maio de 1612, ele foi pago para fazer parte de uma fonte para o jardim oriental na Hatfield House, Hertfordshire.
Seu pai, Gerard Johnson, o velho, foi para a Inglaterra em 1567, vindo da Holanda. Ele se fixou como um escultor de monumentos funerários em Londres. O pai de Johnson havia trabalhado em um monumento para o 1º Conde de Southampton, que retrata o patrono de Shakespeare, o 3º Conde, como um homem jovem. Shakespeare provavelmente teria visto o monumento, se ele tivesse ficado em Titchfield.
O monumento de Johnson filho está na Igreja da Santíssima Trindade, em  Stratford upon Avon, e foi provavelmente encomendada pelo genro de Shakespeare, John Hail. Os créditos a Johnson estão presentes em Antiguidades de Warwickshire, de Sir William Dugdale, publicado em 1656, mas nenhuma outra evidência da autoria de Johnson existe. Dugdale também afirma que Johnson criou o memorial na igreja da Santíssima Trindade para o John Combe, amigo de Shakespeare. Provavelmente foi instalado em 1615, enquanto Shakespeare ainda estava vivo. Também é possível que Shakespeare tenha conhecido a família Johnson na época em que viveu em Londres, já que a oficina da família ficava perto do Globe theatre.
Em 1849 uma máscara mortuária foi descoberta na Alemanha, sendo reivindicada a ser de Shakespeare. O objeto recebeu grande fama quando o anatomista Richard Owen autenticou-a e sugeriu que a máscara fora usada por Johnson como o modelo para o memorial. Henry Wallis mais tarde pintou esta suposta cena, validando a máscara. A máscara não é mais considerada autêntica.

## Galeria

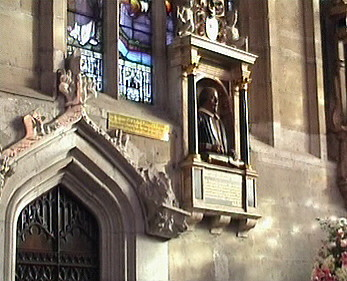
O monumento no local
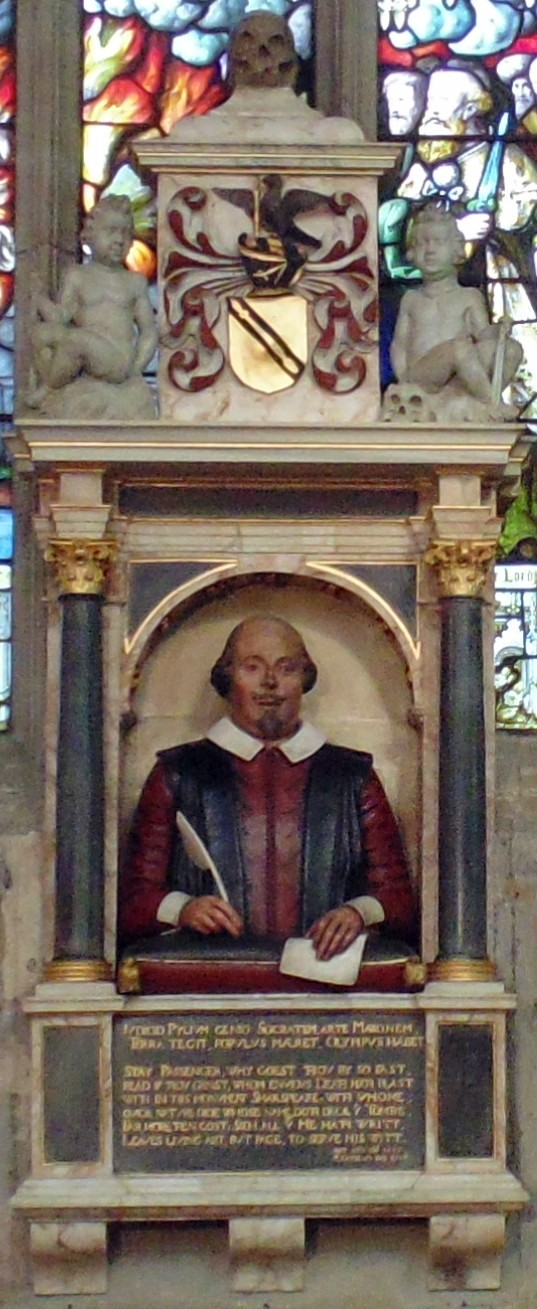
Foco da escultura
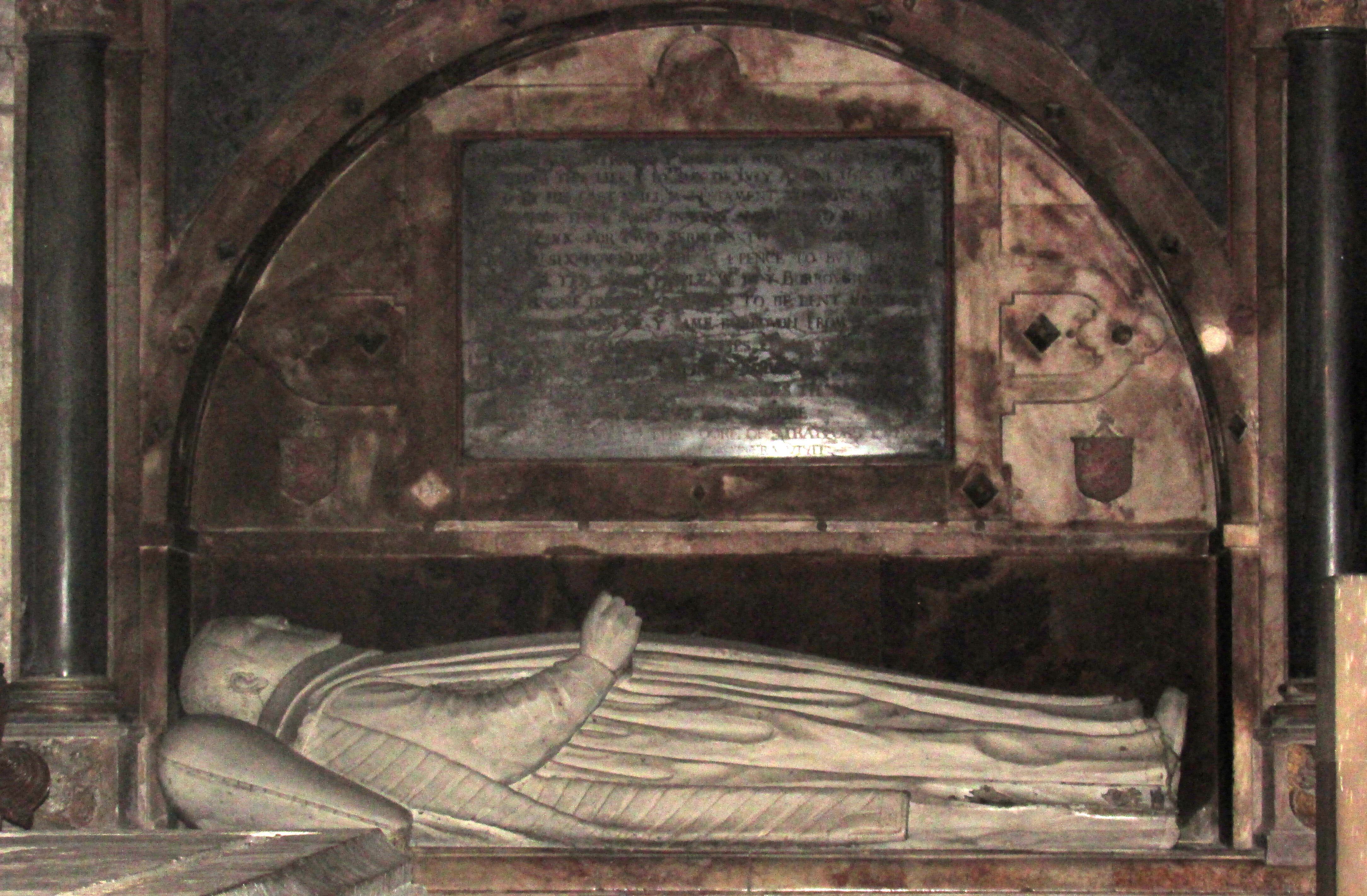
O túmulo de João Combe